# Delegado presidencial regional de Magallanes y la Antártica Chilena
El delegado presidencial de la región de Magallanes y de la Antártica Chilena o simplemente delegado presidencial regional de Magallanes es la autoridad designada por el presidente de la República para ejercer como su representante natural e inmediato en el territorio.

## Antecedentes
El antecesor directo del cargo del delegado presidencial regional de Atacama es la figura del intendente regional. Una reforma constitucional del año 2017 dispuso la elección popular del órgano ejecutivo del gobierno regional, creando el cargo de gobernador regional y estableciendo una delegación presidencial regional, a cargo de un delegado presidencial regional, el cual representa al poder ejecutivo y supervisa las regiones en conjunto a los delegados presidenciales provinciales. Tras las primeras elecciones regionales en 2021, y desde que asumieron sus funciones los gobernadores regionales y delegados presidenciales regionales, el 14 de julio de 2021, el cargo de intendente desapareció.
Con la nueva ley de descentralización, las gobernaciones de las capitales regionales se extinguen junto con las intendencias, generando una fusión en sus equipos de trabajo, pasando a conformar la Delegación Presidencial Regional, a cargo del Delegado presidencial regional. Por lo cual no existe una Delegación presidencial provincial de Magallanes.

## Delegados presidenciales regionales de Magallanes y la Antártica Chilena
| N°. | Delegado(a) | Delegado(a)           | Partido           | Partido | Inicio              | Final               | Presidente(a) | Presidente(a)              |
| --- | ----------- | --------------------- | ----------------- | ------- | ------------------- | ------------------- | ------------- | -------------------------- |
| 1.º |             | Jennifer Rojas García |                   | RN      | 14 de julio de 2021 | 11 de marzo de 2022 |               | Sebastián Piñera Echenique |
| 2.º |             | Luz Bermúdez Sandoval |                   | CS      | 11 de marzo de 2022 | 3 de mayo de 2023   |               | Gabriel Boric Font         |
| 3.º |             | José Ruiz Pivcevic    | 4 de mayo de 2023 | CS      | En el cargo         |                     |               | Gabriel Boric Font         |
| 3.º | FA          | José Ruiz Pivcevic    | 4 de mayo de 2023 |         | En el cargo         |                     |               | Gabriel Boric Font         |